# Georgij Malenkov
Georgij Maksimilianovitj Malenkov (russisk: Гео́ргий Максимилиа́нович Маленко́в) (født 8. januar 1902 i Orenburg, død 14. januar 1988 i Moskva) var en fremtrædende, sovjetisk politiker de første 10 år efter 2. verdenskrig. Malenkov stammede fra en officersfamilie.
I 1919 trådte han ind i Den Røde Hær, og året efter blev han medlem af kommunistpartiet. Efter sin tjeneste i hæren begyndte han studier i Moskva, som han afsluttede i 1925.

## Karriere
Han begyndte sin politiske karriere i 1925 og begyndte hurtigt at stige i graderne i partiet. Han tilhørte den såkaldte apparatjik og var sammen med bl.a. Khrusjtjov aktiv i forbindelse med udrensningerne i 1930-erne. Den 22. marts 1939 blev han førstesekretær i Sovjetunionens kommunistiske parti. Sammen med Lavrentij Berija støttede han Stalin i udrensningerne, der foregik i Sovjetunionen.
Den 18. marts 1946 blev Malenkov optaget i politbureauet sammen med Lavrentij Berija. Malenkov blev i 1952 Stalins sekretær.
Efter Stalins død i 1953 blev han udnævnt til Formand for USSRs ministerråd og var i to år landets formelle leder. Han var også en kort overgang Generalsekretær i Sovjetunionens kommunistiske parti, men blev skubbet til side af Nikita Khrusjtjov. Selv om der havde været visse uenigheder, var Malenkov blandt dem, der var imod henrettelsen af Lavrentij Berija. Han var også modstander af landets atompolitik og den ensidige satsning på sværindustrien, som Khrusjtjov var varm fortaler for. Dette førte til, at Malenkov i 1955 blev tvunget til at gå af som formand for ministerrådet. I stedet blev han af efterfølgeren, Nikolaj Bulganin, udnævnt til minister for kraftværker og elektroindustri. Den 29. juli 1957 mistede han pladsen i politbureauets præsidium. Sammen med Vjatsjeslav Molotov, Lasar Kaganovitj og Dmitrij Sjepilov forsøgte han at få gennemført en anden politik. Dette mislykkedes dog, og han blev ekskluderet af partiet i 1961 og derefter sendt i eksil i Kasakhiske SSR.
Frem til 1968 virkede Malenkov som leder af et vandkraftværk i Kasakhstan, hvorefter han blev pensioneret.